# 细针豪猪
细针豪猪（学名：Chaetomys subspinosus）是啮齿目美洲豪猪科中的一种，主要分布于巴西的巴伊亚州和圣埃斯皮里图州的雨林中，夜行，树栖，以植物的叶子为食。